# Ogólnopolski Festiwal Piosenki Dziecięcej i Młodzieżowej w Chodzieży
Ogólnopolski Festiwal Piosenki Dziecięcej i Młodzieżowej w Chodzieży odbywał się od czerwca 1992 roku do roku 2010. Organizatorem  tego festiwalu był Chodzieski Dom Kultury, a dyrektorami artystycznymi byli : Ewa Bem, Krystyna Kwiatkowska, Jacek Cygan, Robert Janowski i Roman Hudaszek.
Rywalizacja odbywała się w trzech kategoriach wiekowych: 9–12 lat, 13–15 i 16–20. Na koncercie galowym występowały specjalnie zaproszone gwiazdy, wśród których na przestrzeni lat pojawili się między innymi: Lady Pank, Ingrid, Ewa Bem, Krzysztof Antkowiak, Varius Manx, Kayah, Natalia Kukulska, Paktofonika, Majka Jeżowska, czy Piccolo Coro dell’Antoniano
Laureaci nagrody Grand Prix festiwalu w poszczególnych latach:
- 2007 - Paulina Łaba
- 2008 - Kamil Franczak
- 2009 - Natalia Gadzina
- 2010 - Dorota Zygadło